# Каличман, Дэн
Дэниел Джейкоб Каличман (англ. Daniel Jacob Calichman; 21 февраля 1968, Хантингтон-Стейшен, Нью-Йорк, США) — американский футболист, выступавший на позиции защитника, и футбольный тренер.

## Карьера

### Молодёжная карьера
В 1986—1990 годах Каличман обучался в Уильямс-колледже, получив степень бакалавра по специальности «История», и играл за спортивные команды вуза по футболу и лякроссу в третьем дивизионе Национальной ассоциации студенческого спорта.

### Клубная карьера
Профессиональную карьеру Каличман начал в Японии. В сезонах 1990/91 и 1991/92 выступал в Японской соккер-лиге за клуб «Мазда», который перед запуском Джей-лиги был переименован в «Санфречче Хиросима». Он стал первым американцем в Джей-лиге, сыграв в сезоне 1993 в 13 матчах.
Выступая за клуб «Нью-Йорк Сенторс», Каличман был включён в символическую сборную Эй-лиги сезона 1995.
8 декабря 1995 года Каличман присоединился к клубу новообразованной MLS «Лос-Анджелес Гэлакси». Участвовал в Матче всех звёзд MLS 1996. Бо́льшую часть сезона 1998 Каличман пропустил из-за перелома ноги, полученного в столкновении с Марсело Бальбоа в матче против «Колорадо Рэпидз» 6 мая 1998 года. Все три года в «Лос-Анджелес Гэлакси» был капитаном.
В январе 1999 года Каличман был обменян в «Нью-Инглэнд Революшн» на два драфт-пика.
30 мая 2000 года Каличман и Майк Бернс с драфт-пиком были обменяны в «Сан-Хосе Эртквейкс» на Маурисио Райта. 8 февраля 2001 года «Сан-Хосе Эртквейкс» отчислил Каличмана.
27 февраля 2001 года Каличман подписал контракт с клубом Эй-лиги «Чарлстон Бэттери» на сезон 2001.

### Международная карьера
За сборную США Каличман сыграл два матча в 1997 году.

### Тренерская карьера
1 июля 2002 года Каличман вступил в должность главного тренера объединённой футбольной команды колледжей Клэрмонт-Макенна, Харви-Мадд и Скриппс.
17 сентября 2014 года Каличман вошёл в тренерский штаб клуба MLS «Торонто» в качестве ассистента главного тренера Грега Ванни.
2 февраля 2021 года Каличман последовал за Ванни в «Лос-Анджелес Гэлакси».

## Достижения
Индивидуальные
- Участник Матча всех звёзд MLS: 1996